# 北环路 (宁波)
北环路，又称北外环或北外环路，是中国浙江省宁波市一条城市主干道，西起 沈海高速、 宁波绕城高速、 杭州湾环线高速宁波北互通，东至东环北路，接雄镇路，其中宁波北互通至君山路段称为北环西路，君山路至东环北路段称为北环东路，其快速路北环西路高架/北环东路高架（又称北环高架）为东西向城市快速路，为宁波规划的外环快速路（北外环路-东外环路-鄞州大道-甬金连接线）的一部分。其中金山路至江北大道段高架道路与宁波轨道交通4号线共构，其中快速路部分于2019年12月28日全线通车。

## 历史

### 普通道路段
- 北外环路最早通车的路段为江北大道至原 329国道（现已解编）段，随后分别东延和西延至东外环路[3]和宁波北互通[4]，其中机场路交汇路段为立交[5]。

### 快速路段
- 2011年5月5日，北环快速路宁波北互通至世纪大道（望海南路）段开工[6]
- 2014年12月30日，北环快速路宁波北出口至康桥南路段通车[7]，康桥南路至世纪大道（望海南路）段受到庄桥机场限高影响导致部分高架桥未能建设而未通车[8]

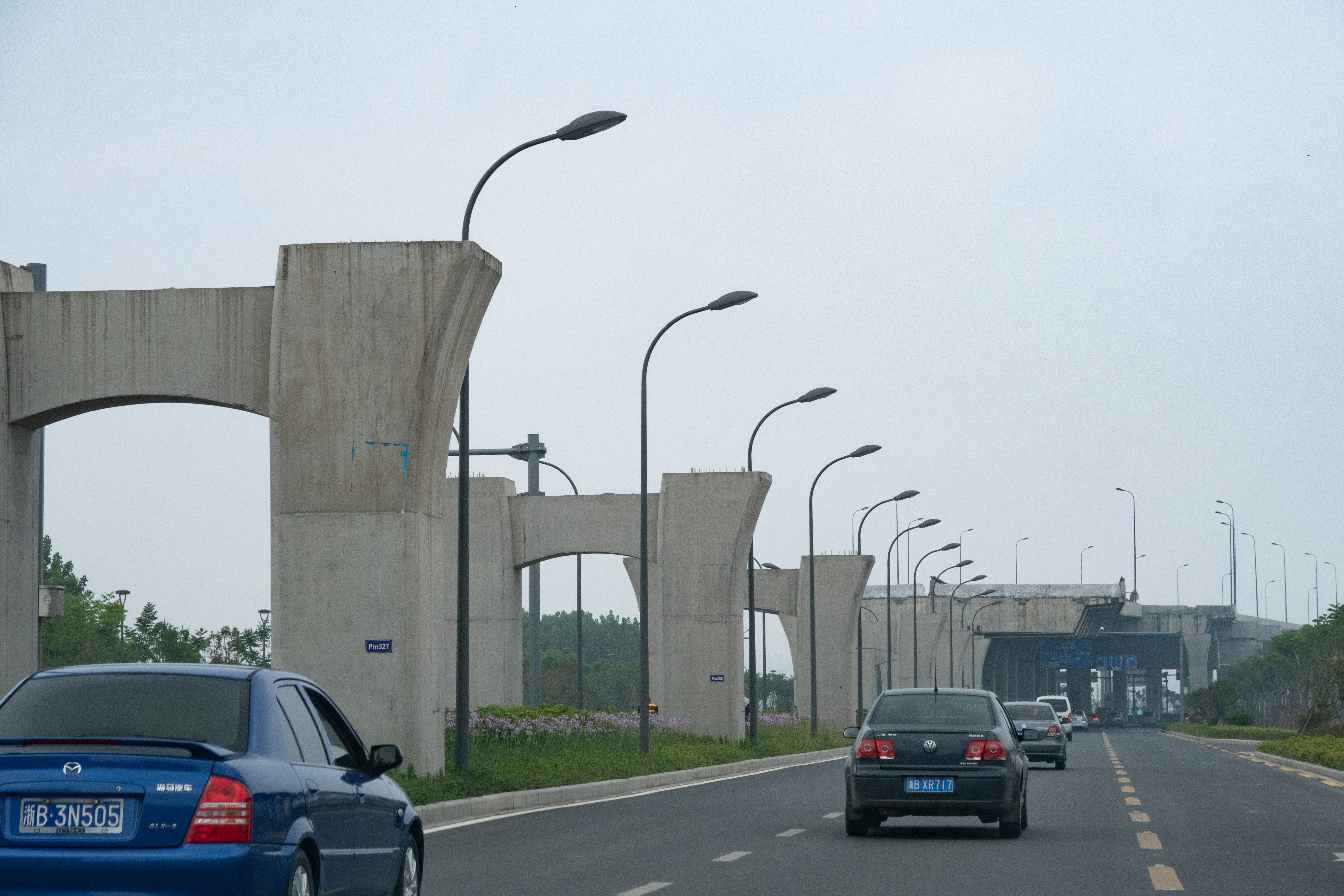
北外环高架庄桥机场断点，2015年

- 2016年11月18日，北环快速路世纪大道（望海南路）至东外环路段开工[9]
- 2017年，北环快速路机场限高段临时贯通工程开工[10]
- 2018年12月27日，北环快速路康桥南路至兴海南路段通车[11]
- 2019年12月28日，北环快速路兴海南路至东外环路通车，宣告北环快速路全线通车[2]

## 地面相交道路
- 北环西路：
  - 慈孝南路（ 228国道近期走向，与 228国道共线段起点）
  - 金山路
  - 宏图路
  - 广元路
  - 开元路
  - 洪塘西路
  - 洪塘中路
  - 洪都路
  - 机场北路（立交，以南为 228国道近期走向，与 228国道共线段终点）
  - 洪大南路
  - 江北大道（ 319省道）
  - 康庄南路
  -  宁慈东路
  - 九龙大道（ 329国道）（与 329国道共线段起点）
- 北环东路：
  - 君山路
  - 东昌路、梅竹路、慈海南路
  - 世纪大道（望海南路）
  - 兴海南路
  - 兆龙路
  - 东环北路（ 329国道）（立交）（与 329国道共线段终点）
  - 续接雄镇路

## 快速路出入口和立交列表
| 里程                                                                                         | 类型          | 名称           | 连接                                 | 说明                                                     |
| -------------------------------------------------------------------------------------------- | ------------- | -------------- | ------------------------------------ | -------------------------------------------------------- |
|                                                                                              | 主线出入口    | 宁波北互通     | 沈海高速 宁波绕城高速 杭州湾环线高速 | 与 228国道共线段起点（近期走向）                         |
|                                                                                              | 出入口        | 金山路（东）   | 金山路                               |                                                          |
|                                                                                              | 枢纽          | 广元路立交     | 广元南路                             | 可前往西洪大桥、秋实北路                                 |
|                                                                                              | 出入口        | 洪塘西路（东） | 洪塘西路                             |                                                          |
|                                                                                              | 出入口        | 机场北路       | 机场北路（以南为 228国道近期走向）   |                                                          |
|                                                                                              | 枢纽          | 机场北路       | 机场北路（以南为 228国道近期走向）   | 连接机场北路云飞路跨线桥，与 228国道共线段终点           |
|                                                                                              | 枢纽 · 出入口 | 江北大道       | 江北大道（ 319省道）                 | 立交连接江北大道南侧，上下匝道限西向入、东向出           |
|                                                                                              | 出入口        | 康桥南路（东） | 康桥南路                             |                                                          |
|                                                                                              | 枢纽          | 九龙大道立交   | 九龙大道（ 329国道）                 | 规划立交，目前作为高架临时贯通匝道，与 329国道共线段起点 |
|                                                                                              | 出入口        | 压塞堰路（西） | 压塞堰路                             |                                                          |
|                                                                                              | 出入口        | 庄西线（东）   | 庄西线                               |                                                          |
|                                                                                              | 枢纽          | 世纪大道立交   | 世纪大道                             |                                                          |
|                                                                                              | 出入口        | 兴海南路（西） | 兴海南路                             |                                                          |
|                                                                                              | 出入口        | 东环北路（西） | 东环北路（ 329国道） 雄镇路          |                                                          |
|                                                                                              | 出入口        | 明海南路（东） | 明海南路                             |                                                          |
|                                                                                              | 枢纽          | 东环北路立交   | 东环北路（ 329国道）                 | 往东和北方向从东环北路上下匝道前往，与 329国道共线段终点 |
| 1.000 英里 = 1.609 千米；1.000 千米 = 0.621 英里 并行路段 • 已关闭／取消 • 限制进入 • 未开放 |               |                |                                      |                                                          |